# Gyllensnabblöpare
Gyllensnabblöpare (Philodromus aureolus) är en spindelart som först beskrevs av Carl Alexander Clerck 1757.  Gyllensnabblöpare ingår i släktet Philodromus och familjen snabblöparspindlar. Arten är reproducerande i Sverige. Inga underarter finns listade i Catalogue of Life.